# Omaira Morales Arboleda
Omaira Morales Arboleda es una periodista y presentadora de televisión colombiana nacida en Bogotá.

## Biografía
Graduada en comunicación social en la Universidad Jorge Tadeo Lozano e hizo énfasis de estudios en Derechos Humanos en la Escuela Superior de Administración Pública. 
Realizó trabajos periodísticos en las revistas de la Asociación Colombiana de Pequeños Industriales (ACOPI) y de la Contraloría General de la República. También se ha desempeñado como parte de la oficina de prensa del Ministerio de Educación Nacional y ha sido presentadora de varios espacios en Canal 13, Canal Uno y el Noticiero En Vivo.
Desde 2008 es presentadora del noticiero del Canal Capital (emisión de las 12:00 h de lunes a viernes), así como de los programas televisivos de la Federación Colombiana de Educadores (FECODE) Encuentro (Sábado a las 07:00 h) y Contrastes (Lunes 23:00 h).
Actualmente es presentadora de RTVC noticias de Señal Colombia de la emisión de las 7 p.m.